# Joseph Michel Jean-Baptiste Micolon de Guérines
Joseph-Michel-Jean-Baptiste-Paul-Augustin Micolon de Guérines, né le 8 septembre 1760 à Ambert et mort le 12 mai 1838 à Nantes, est un dignitaire français de l'Église catholique, évêque du diocèse de Nantes.

## Biographie

### Origines familiales
Joseph Michel Jean-Baptiste Micolon de Guérines  est le fils de Jacques Christophe Micolon, seigneur de Guérines, du Bourgnon et de Blanval, et de Charlotte Teyras de Grandval.
Sa famille paternelle, originaire d'Ambert, en Auvergne, a été anoblie par la charge de secrétaire du roi (1736-1742).

### Principaux ministères
Ordonné prêtre le 18 décembre 1784.
Il est nommé évêque de Nantes le 18 février 1822. Il est consacré évêque le 17 novembre 1822 par Charles-Antoine-Henri Du Valk de Dampierre, évêque du diocèse de Clermont.